# Radek Houser
Radek Houser (* 2. července 1996, Třebíč) je český snowboardista a bývalý mládežnický fotbalista.

## Biografie
Radek Houser se narodil v roce 1996 v Třebíči, jeho otec je učitelem lyžování. V mládežnickém věku se věnoval lyžování – převážně slalomu nebo obřímu slalomu, věnoval se také fotbalu. Působil v týmu SK Fotbalová škola Třebíč (2004–2007) a od roku 2007 také v HFK Třebíč. Lyžování se věnoval do 18 let, fotbalu pak do necelých 21 let, kdy odešel z týmu HFK Třebíč, za nějž hrál v Moravskoslezské fotbalové lize (jedna ze skupin 3. nejvyšší soutěže). V roce 2017 se zúčastnil prvních závodů ve snowboardingu v Dolní Moravě v Jeseníkách. V roce 2017 se zúčastnil poprvé evropského poháru ve snowboardcrossu v Pitztalu v Rakousku. V roce 2019 na závodech FIS v Kühtai v Rakousku získal 1. a 2. místo, v témže roce byl 2. na Mistrovství ČR a 3. na Akademickém mistrovství ČR, v roce 2020 se zúčastnil závodu Evropského poháru, kde byl 6. a v roce 2021 získal 3. místo v Evropském poháru v Isole ve Francii a 3. místo na závodě FIS v Reiteralmu a zúčastnil se mistrovství světa ve Švédsku.
Při tréninku na závod snowboardcrossařů na Zimních olympijských hrách v Pekingu v roce 2022 se zranil Jan Kubičík a jako náhradník byl povolán Radek Houser. Měl závodit v závodě mužů a v týmovém závodě s Vendulou Hopjákovou. Po přicestování do Číny byl pozitivní při testech na koronavirus a byl umístěn do izolace a závodu mužů ani závodu smíšených dvojic se tak nezúčastnil.
Ve zbylé části sezóny 2021/22 dosáhl dobrých výsledků v dvojzávodech Evropského poháru (v Grasgehrenu 3. a 9., místo, v Pitztalu 8. a 9. místo) i Světového poháru (v Reiteralmu 11. a 12. místo). Díky těmto výsledkům se kvalifikoval do finálového klání Světového poháru (pro 32 nejlepších jezdců sezóny) ve Veysonnaz, ve kterém obsadil 9. místo).
Sezóna 2022/23, jejíž začátek byl kvůli nedostatku sněhu posunut, pro Radka Housera začala 21. místem (závod zrušen, započítávaly se výsledky kvalifikace) v závodu Evropského poháru v Pitztalu. Finálového závodu Světového poháru v Les Deux Alpes počátkem prosince se nemohl účastnit kvůli zranění, které předtím utrpěl při tréninku.
Další závody, kterých se účastnil po zranění, byly na snowboardařském mistrovství světa v gruzínském Bakuriani. V závodu mužů vlivem pádu nepostoupil v osmifinálové rozjížďce (závěrečné dělené 33. místo), v závodu smíšených dvojic (s Evou Adamczykovou) rovněž vlivem pádu nepostoupili ze čtvrtfinálové rozjížďky (závěrečné dělené 13. místo). 
V pěti zbývajících závodech Světového poháru se vždy kvalifikoval do hlavního závodu a vždy poté vypadl v osmifinálové jízdě = dvakrát dělené 25. místo v dvojzávodě v Sierra Nevadě, 23. místo v závodě ve Veysonnaz a 20, resp. dělené 17. místo v dvojzávodě v Mont-Sainte-Anne. V celkovém hodnocení světového poháru za sezónu 2022/23 obsadil 36. místo. 